# 越川みつお
越川 みつお（こしかわ みつお、1988年1月4日 - ）は、日本の俳優、タレント。愛知県名古屋市出身。男性アイドルグループBOYS AND MENの元メンバー。

## 来歴・人物
2003年、ドラマ『キッズ・ウォー5』でデビュー。俳優業と並行し、モデルやナレーターとしても活動。2010年、男性アイドルグループBOYS AND MENに加入。脱退した2012年まで舞台を中心に活動し、メインキャストも含め様々な役を演じた。
2012年まで東海地方を中心に活動していたが、2013年より活動の拠点を東京に移す。
2018年2月、BOYS AND MEN常設劇場BMシアターのこけら落とし公演にゲスト出演。
特技はデッサンとバスケットボール。Mr.Childrenの熱狂的なファンを公言。テレビドラマが好きで、特に坂元裕二脚本の作品を好む。趣味はプロ野球観戦、麻雀、味噌をかける事。TM NETWORKの木根尚登とは舞台共演以来、親交を深めている。
2021年から2年間アデッソに所属し、2023年より株式会社Quickに移籍。

## 主な出演作品

### 映画
- 何者（2016年） - 映画会社面接官役[13]

### ドラマ
- TBS キッズ・ウォー5（2003年） - 園田役[14]
- NHK 天使みたい（2003年） - 間宮工役
- TBS 新キッズ・ウォー（2005年） - 矢吹友彦役
- ANB 温泉若おかみの殺人推理17（2006年） - 観光客役
- TBS ママの神様（2008年） - おさむ役
- NHK 中学生日記（2010年） - 佐原龍一役・城田役 他
- CTY クリスマスドラマ サンタさんの贈り物（2010年） - 芳田優也役
- CX 警部補佐々木丈太郎6（2013年） - 社員役
- CX 天国の恋（2013年） - ウエイター役
- NOTTV オンナ♀ルール 幸せになるための50の掟（2013年） - 矢野役
- WOWOW 震える牛（2013年） - オックスマート社員役
- WOWOW 私という運命について（2013年） - カップル役
- NHK 鼠、江戸を疾る（2014年） - 浜崎藩士役
- ytv 黒い十人の女（2016年） - 梅本役
- CX 世にも奇妙な物語'16秋の特別編 捨て魔の女（2016年） - モーニングTODAYフロアディレクター役
- ytv ブラックリベンジ（2017年） - 記者A役
- ytv 探偵が早すぎる（2018年） - レストランスタッフ役
- CX TOKYOストーリーズ 僕たちは泳がない（2019年） - 屋代健太役
- NTV チート～詐欺師の皆さん、ご注意ください～（2019年） - 掛け子役
- NHK 赤ひげ2（2019年） - おすみの夫役
- TBS フェルマーの料理 第5話（2023年） - 会社員役[11][15][16]
- TBS 不適切にもほどがある! 第9話（2024年） - カメラマン役[17]
- TBS あのクズを殴ってやりたいんだ 第7話（2024年）-上司役[18][19]
- CX 全領域異常解決室 第9話（2024年12月11日）- 刑事役[20][21]
- TBS クジャクのダンス、誰が見た？ 第3話（2025年2月7日）- 営業マン役[22][23]
- NTV 相続探偵 第3話（2025年2月8日）- 山内高志役[24]
- CX 119エマージェンシーコール 第5話（2025年2月17日）- 客役[25]
- NTV 恋は闇 第1話・第2話（2025年4月16日・23日）- 記者役[26]
- CX Dr.アシュラ 第8話（2025年6月4日）- 朱羅の父役[27]
- ytv 子宮恋愛 第12話（2025年5月25日）- 社員役[28]

### オーディオドラマ
- NHK プラチナタウン（2008年） - 桑原友樹 役
- CBC 開局60周年記念ラジオドラマ 還暦刑事（2011年） - トシ 役
- FM愛知 キミのために散る（2012年） - シゲノリ・イケノ 役

### CM
- タカラトミー「WIXOSS」
- アメーバピグ「インフォマーシャル」
- NTTドコモ「シネアド」
- IAI
- コメ兵
- CTV「キャップforスマイル」
- 逓信会館
- すぐ婚!navi
- an
- 信濃毎日新聞
- 望月商事
- エイデン
- ファンダーズ
- タカラトミー「人生ゲーム for  Nintendo Switch」[29]

### ナレーション
- NTTドコモ
- ナガシマスパーランド
- ダイハツ
- au
- JAバンク
- ヒマラヤスポーツ
- トヨタホーム
- さわやか
- トヨタレンタリース名古屋

### VP
- ゆず「サヨナラバス」JOYSOUND
- Mr.Children「youthful days」JOYSOUND
- 中島美嘉「WILL」JOYSOUND

### 企業VP
- 警視庁
- 愛知県警
- トヨタ自動車
- 東映　気づいて一歩ふみだすための人権シリーズ
- IMTS 愛知球博展示映像
- アビバ
- 進研ゼミ

### WEB
- 関市PRムービー
- 名古屋東急ホテル
- Adesso TV 青春ふぁいおー！[30]

### 舞台
- #ストレートドライブ!（2011年）
- ホワイト☆タイツ（2011年 - 2012年、2018年）
- CEDAR Produce vol.3 「群盗」（2018年、シアター風姿花伝）
- 演劇ユニットfunfair第2回公演『いつか僕らが見る明日』（2019年）[31]
- KURITA×KIMURA SHAKESPEARE Vol.0「リア王～スマホVSリア王～」（2022年、シアター風姿花伝）[32]
- Domix「アウターゾーン」（2023年、杉並公会堂）[33]
- 劇団スティック旗揚げ公演「君があの子で私も誰かで」（2023年、南大塚ホール）[34]
- 劇団スティック第2回公演「グッドナイトハイスクール」（2024年、新宿区立角筈区民ホール）[35]
- 劇団スティック第3回公演「プラトニックキル」（2025年5月28日29日、座・高円寺2）[36]

### バラエティ
- NHK 偉人の年収 How much?（2024年1月）[37]